# 290 (getal)
Tweehonderdnegentig (290), is een hoofdtelwoord, en ligt tussen 289 en 291.

## In wiskunde
290 is het product van drie priemgetallen (2, 5 en 29) en is daarmee een sphenisch getal.
Het is ook de som van vier opeenvolgende priemgetallen (67 + 71 + 73 + 79).
290 is een niettotiënt, een nietcototiënt en een onaanraakbaar getal.

## Overig
Tweehonderdnegentig is ook:
- het jaar 290 v.Chr.
- het jaar 290
- "290" is een van Naoki Maedas pseudoniemen.